# 스베레 룬데 페데르센
스베레 룬데 페데르센(노르웨이어: Sverre Lunde Pedersen, 노르웨이어 발음: [ˈsvæ̂rːə ˈlʉ̂ndə ˈpèːdæʂn̩] ( 듣기), 1992년 7월 17일~)는 노르웨이의 전직 스피드스케이팅 선수이다. 2018년 동계 올림픽과 2022년 동계 올림픽에 참가하여 남자 단체 추월 금메달을 획득했으며, 2018년 올림픽 남자 5000m 종목에서 동메달을 획득했다. 또한 세계 종목별 선수권 대회에서 금메달 1개, 은메달 4개, 동메달 3개를 획득했다.